# Philodicus fraterculus
Philodicus fraterculus là một loài ruồi trong họ Asilidae. Philodicus fraterculus được Walker miêu tả năm 1855.